# Кратка историја безмало свачега
Кратка историја безмало свачега (енгл. A Short History of Nearly Everything) је књига научног карактера чији је аутор амерички писац Бил Брајсон. Описује многе области науке и истраживања, али језиком ближим обичним читаоцима уз благу дозу хумора и сарказма. Ово дело проглашено је за најпродаванију научну књигу у Уједињеном Краљевству 2005. године. „Кратка историја безмало свачега“, добила је 2004. године награду „Краљевског друштва за научне књиге“, а следеће године и Декартову награду.